# Carl Ludwig Frommel
Carl Ludvig Frommel, född den 29 april 1789 i Birkenfeld, död den 6 februari 1863 i Ispringen vid Pforzheim, var en tysk kopparstickare och målare, far till teologerna Emil och Max Frommel.
Frommel studerade i Paris och Italien, blev 1817 professor i måleri och kopparstickarkonst i Karlsruhe och grundade där 1818 en konst- och industriförening för Baden. 
Sedan han 1824 i England gjort sig förtrogen med stålsticket, inrättade han i Karlsruhe en ateljé för denna konstart, som han tillämpade på italienska vyer och illustrationer till klassiska författare. 
År 1829 blev han galleridirektor, ordnade Karlsruhes konstsamlingar och genomdrev uppförandet av en "Kunsthalle", som blev färdig 1846 och vilken han förestod till 1858. 
Frommels landskap är på ett innerligt och poetiskt sätt uppfattade (Vesuvius utbrott, Blå grottan på Capri, Utsikt av Rom, Bilder från Sorrento med mera). 
Frommel utgav även ett arbete för undervisning i teckning (48 blad, 1844) och, i förening med syster- och fostersonen Karl Lindemann-Frommel, Skizzen aus Rom und der Umgegend (ny upplaga 1854-56).

Pittoreskes Italien, 1840